# Jalketsåjjanjaure
Jalketsåjjanjaure är en sjö i Krokoms kommun i Jämtland och ingår i Indalsälvens huvudavrinningsområde. Sjön har en area på 0,164 kvadratkilometer och ligger 827,7 meter över havet. Jalketsåjjanjaure ligger i Gråberget-Hotagsfjällen Natura 2000-område.

## Delavrinningsområde
Jalketsåjjanjaure ingår i det delavrinningsområde (711194-143553) som SMHI kallar för Utloppet av Jalketsåjjanjaure. Medelhöjden är 860 meter över havet och ytan är 1,53 kvadratkilometer. Det finns inga avrinningsområden uppströms utan avrinningsområdet är högsta punkten. Vattendraget som avvattnar avrinningsområdet har biflödesordning 5, vilket innebär att vattnet flödar genom totalt 5 vattendrag innan det når havet efter 318 kilometer. Avrinningsområdet består mestadels av kalfjäll (89 procent). Avrinningsområdet har 0,17 kvadratkilometer vattenytor vilket ger det en sjöprocent på 11 procent.